# Nazionale maschile under 21 di calcio della Serbia
La nazionale di calcio serba Under-21 è la rappresentativa calcistica Under-21 della Serbia ed è posta sotto l'egida della Federazione calcistica serba. Partecipa al Campionato europeo di categoria, che si tiene ogni due anni.
Disputò la sua prima partita nel 2006 raccogliendo l'eredità della nazionale serbomontenegrina Under-21, che a sua volta era considerata discendente della nazionale jugoslava Under-21.

## Storia
La nazionale jugoslava Under-21 rappresentò la Repubblica Socialista Federale di Jugoslavia nel Campionato europeo di calcio Under-21 fino alla dissoluzione dello stato, nel 1992. Nel 1996 iniziò a giocare una squadra nazionale Under-21 rappresentativa della Repubblica Federale di Jugoslavia. Quest'ultimo stato cambiò nome in Serbia e Montenegro nel 2003, e così fece la squadra.
Nel 2006 la Serbia e il Montenegro si separarono: nacquero così due associazioni calcistiche distinte, tra cui la federcalcio serba. La nazionale serba Under-21 prese il posto della nazionale serbomontenegrina Under-21 nelle qualificazioni per il campionato europeo Under-21 2007.

## Partecipazioni ai tornei internazionali

### Europeo U-21
Fino al 1992 la Serbia non aveva una propria nazionale in quanto lo stato serbo era inglobato nella Jugoslavia. Esisteva, quindi, un'unica nazionale che rappresentava tutta la Jugoslavia.
- 1994: Non qualificata[1]
- 1996: Non qualificata[2]
- 1998: Non qualificata
- 2000: Non qualificata
- 2002: Non qualificata
- 2004: Finalista
- 2006: Semifinale
- 2007: Finalista
- 2009: Primo turno
- 2011: Non qualificata
- 2013: Non qualificata
- 2015: Primo turno
- 2017: Primo turno
- 2019: Primo turno
- 2021: Non qualificata
- 2023: Non qualificata

## Allenatori
- Milorad Kosanović
- Vladimir "Pižon" Petrović
- Milovan Đorić
- Dragan Okuka (agosto 2004 - luglio 2006)
- Miroslav Đukić (luglio 2006 - luglio 2007)
- Slobodan Krčmarević (luglio 2007 - 2009)
- Ratomir Dujković (2009 - 2010)
- Tomislav Sivic (2010)
- Aleksandar Janković (2010 - 2012)
- Radovan Ćurčić (2013 - 2014)
- Mladen Dodić (2014 - 2015)
- Tomislav Sivic (2015 - 2016)
- Nenad Lalatović (2017)
- Goran Đorović (2017 - 2019)
- Nenad Milovanovic (2019)
- Ilija Stolica (2019 - 2021)
- Zvonko Živković (2021)
- Aleksandar Rogić (2021 - 2022)
- Goran Stevanović (2022 - 2023)
- Dušan Đorđević (2023)
- Ljubinko Drulović (2023 - 2024)
- Aleksandar Kolarov (2024 - in corso)

## Rosa attuale
| N. | Pos. | Giocatore          | Data nascita (età) | Pres. | Reti | Squadra          |
| -- | ---- | ------------------ | ------------------ | ----- | ---- | ---------------- |
| 1  | P    | Filip Stanković    | 25 febbraio 2002   | 2     | 0    | Venezia          |
| 12 | P    | Veljko Ilić        | 21 luglio 2003     | 10    | 0    | TSC              |
| 23 | P    | Andrija Katić      | 17 febbraio 2002   | 1     | 0    | Trenčín          |
| 2  | D    | Mihajlo Ilić       | 4 giugno 2003      | 10    | 2    | Partizan         |
| 3  | D    | Uroš Drezgić       | 4 ottobre 2002     | 10    | 0    | Diósgyőri        |
| 4  | D    | David Petrović     | 14 marzo 2003      | 4     | 0    | Sharjah          |
| 5  | D    | Uroš Lazić         | 15 marzo 2003      | 5     | 0    | OFK Beograd      |
| 13 | D    | Stefan Leković     | 9 gennaio 2004     | 3     | 0    | Stella Rossa     |
| 14 | D    | Vladimir Prijović  | 26 giugno 2002     | 1     | 0    | Spartak Subotica |
| 15 | D    | Ognjen Mimović     | 17 agosto 2004     | 1     | 0    | Stella Rossa     |
| 16 | D    | Bojan Kovačević    | 22 maggio 2004     | 2     | 0    | Cadice           |
| 6  | C    | Aljoša Vasić       | 21 aprile 2002     | 3     | 0    | Palermo          |
| 7  | C    | Jovan Lukić        | 20 gennaio 2002    | 7     | 0    | Spartak Subotica |
| 8  | C    | Igor Miladinović   | 8 giugno 2003      | 6     | 0    | Saint-Étienne    |
| 10 | C    | Mihailo Stevanović | 4 gennaio 2002     | 4     | 0    | San Gallo        |
| 19 | C    | Aleksa Matić       | 20 settembre 2002  | 4     | 0    | Stabæk Fotball   |
| 20 | C    | Nikola Jojić       | 15 settembre 2003  | 2     | 0    | Mladost Lučani   |
| 9  | A    | Stefan Mitrović    | 15 agosto 2002     | 16    | 5    | OH Lovanio       |
| 11 | A    | Miloš Pantović     | 24 agosto 2002     | 11    | 2    | TSC              |
| 18 | A    | Marko Lazetić      | 22 gennaio 2004    | 5     | 0    | TSC              |
| 21 | A    | Uroš Kabić         | 1º gennaio 2004    | 4     | 0    | Čukarički        |
| 22 | A    | Vanja Vlahović     | 23 marzo 2004      | 0     | 0    | Atalanta         |

## Rose precedenti
Lista dei giocatori convocati per la partita di qualificazione al campionato europeo Under-21 del 2019 contro la Macedonia del Nord del 7 settembre 2018 e l'amichevole contro la Russia dell'11 settembre 2018.
| N. | Pos. | Giocatore            | Data nascita (età) | Pres. | Reti | Squadra             |
| -- | ---- | -------------------- | ------------------ | ----- | ---- | ------------------- |
| 1  | P    | Boris Radunović      | 16 maggio 1996     | 15    | 0    | Cremonese           |
| 12 | P    | Filip Manojlović     | 25 aprile 1996     | 3     | 0    | Panionios           |
| 23 | P    | Dragan Rosić         | 15 novembre 1996   | 0     | 0    | Mladost Lučani      |
| 2  | D    | Milan Gajić          | 28 gennaio 1996    | 23    | 2    | Bordeaux            |
| 14 | D    | Vukašin Jovanović    | 17 maggio 1996     | 22    | 0    | Bordeaux (capitano) |
| 13 | D    | Miroslav Bogosavac   | 14 ottobre 1996    | 9     | 0    | Čukarički           |
| 15 | D    | Miladin Stevanović   | 11 febbraio 1996   | 8     | 0    | Čukarički           |
| 5  | D    | Erhan Mašović        | 22 novembre 1998   | 7     | 0    | Trenčín             |
| —  | D    | Srđan Babić          | 22 aprile 1996     | 3     | 1    | Stella Rossa        |
| 4  | D    | Nemanja Ćalasan      | 17 marzo 1996      | 2     | 0    | Spartak Subotica    |
| 16 | D    | Svetozar Marković    | 23 marzo 2000      | 2     | 0    | Partizan            |
| 3  | D    | Aleksa Terzić        | 17 agosto 1999     | 0     | 0    | Stella Rossa        |
| 8  | C    | Danilo Pantić        | 26 ottobre 1996    | 10    | 3    | Partizan            |
| 7  | C    | Luka Adžić           | 17 settembre 1998  | 7     | 0    | Anderlecht          |
| 17 | C    | Aleksandar Lutovac   | 28 giugno 1997     | 5     | 4    | Rad                 |
| 10 | C    | Uroš Račić           | 17 marzo 1998      | 5     | 0    | Valencia Mestalla   |
| 21 | C    | Luka Ilić            | 2 luglio 1999      | 3     | 1    | NAC Breda           |
| 20 | C    | Aleksandar Mesarović | 27 settembre 1998  | 3     | 0    | Vojvodina           |
| 19 | C    | Lazar Ranđelović     | 5 agosto 1997      | 2     | 1    | Radnički Niš        |
| 9  | A    | Luka Jović           | 23 dicembre 1997   | 12    | 7    | Eintracht Frankfurt |
| 11 | A    | Ivan Šaponjić        | 2 agosto 1997      | 7     | 2    | Benfica B           |
| 18 | A    | Igor Zlatanović      | 10 febbraio 1998   | 5     | 1    | Radnik Surdulica    |
| 22 | A    | Filip Stuparević     | 30 agosto 2000     | 1     | 0    | Voždovac            |
| 6  | A    | Dušan Vlahović       | 28 gennaio 2000    | 0     | 0    | Fiorentina          |

## Tutte le rose
Campionato d'Europa Under-21 UEFA 20041 Milojević, 2 Stančić, 3 Mijailović, 4 Krasić, 5 Jokić, 6 Baša, 7 Lazović, 8 Lovré, 9 Delibašić, 10 Marić, 11 Matić, 12 Stojković, 13 Neziri, 14 B. Miladinović, 15 D. Milovanović, 16 Biševac, 17 Vukčević, 18 B. Petrović, 19 Ivanović, 20 Janković, 21 Đalović, 22 Dišljenković, CT: V. Petrović
Campionato d'Europa Under-21 UEFA 20061 Stojković, 2 Ivanović, 3 Tošić, 4 Rnić, 5 Stepanov, 6 Biševac, 7 Milijaš, 8 Janković, 9 Vučinić, 10 Vukčević, 11 Pavlović, 12 Jović, 13 Lomić, 14 Babović, 15 Milovanović, 16 Rakić, 17 Krasić, 18 Basta, 19 Todorović, 20 Purović, 21 Burzanović, 22 Vujadinović, CT: Okuka
Campionato d'Europa Under-21 UEFA 20071 Kahriman, 2 Ivanović, 3 Rukavina, 4 Rnić, 5 Kačar, 6 Kolarov, 7 Smiljanić, 8 Janković, 9 Rakić, 10 Milovanović, 11 D.Tošić, 12 Stefanović, 13 Drinčić, 14 Babović, 15 Pavlović, 16 Ivelja, 17 Krasić, 18 Mrđa, 19 Basta, 20 Rajković, 21 Z.Tošić, 22 Petković, 23 Kesić, CT: Đukić
Campionato d'Europa Under-21 UEFA 20091 Brkić, 2 Jovanović, 3 Fejsa, 4 Kačar, 5 Petković, 6 Gulan, 7 Smiljanić, 8 Veljović, 9 Đorđević, 10 Sulejmani, 11 Z.Tošić, 12 Šaranov, 13 Obradović, 14 Tomović, 15 Pejčinović, 16 Vuković, 17 Matić, 18 Milinković, 19 Brežančić, 20 Tadić, 21 Vilotić, 22 Tomić, 23 Živković, CT: Krčmarević
Campionato d'Europa Under-21 UEFA 20151 Dmitrović, 2 Kovačević, 3 Petković, 4 Mijailović, 5 Ćosić, 6 Pantić, 7 Čaušić, 8 Ivanić, 9 Pešić, 10 Đuričić, 11 Kostić, 12 Perić, 13 Petrović, 14 Brašanac, 15 Spajić, 16 Milunović, 17 Filipović, 18 Jojić, 19 Stojiljković, 20 Ćirković, 21 Srnić, 22 Stojković, 23 Stevanović, CT: Dodić
Campionato d'Europa Under-21 UEFA 20171 Manojlović, 2 Gajić, 3 Antonov, 4 Milenković, 5 Veljković, 6 Pankov, 7 Ožegović, 8 Maksimović, 9 Đurđević, 10 Gaćinović, 11 Čavrić, 12 Nikolić, 13 Bogosavac, 14 Jovanović, 15 Filipović, 16 Grujić, 17 Živković, 18 Meleg, 19 Lukić, 20 Ristić, 21 Radonjić, 22 Plavšić, 23 Milinković-Savić, CT: Lalatović
Campionato d'Europa Under-21 UEFA 20191 Radunović, 2 Gajić, 3 Terzić, 4 Milenković, 5 Mašović, 6 Račić, 7 Radonjić, 8 Pantić, 9 Jović, 10 Živković, 11 Šaponjić, 12 Rosić, 13 Bogosavac, 14 Jovanović, 15 Marković, 16 Babić, 17 Adžić, 18 Joveljić, 19 Ranđelović, 20 Lukić, 21 Zlatanović, 22 Lutovac, 23 Ostojić, CT: Đorović